# Naomi James
Naomi James, née le 2 mars 1949, est une navigatrice en solitaire néo-zélandaise.
Elle est la première femme à effectuer le tour du monde en solitaire en passant par le Cap Horn, et la deuxième femme à faire le tour du monde en solitaire à la voile. Elle l'effectue du 9 septembre 1977 au 8 juin 1978, en 272 jours, battant le record du tour du monde en solitaire de Chichester.
Elle devient « Marin de l'année » 1978 en Nouvelle-Zélande, Dame Commandeur de l'ordre de l'Empire britannique en 1979, et intronisée au Temple de la renommée des sports néo-zélandais en 1990.

## Biographie

### Jeunesse
Naomi Christine Power naît en Nouvelle-Zélande en 1949, dans une ferme d'élevage de moutons à l'intérieur des terres ; elle n'apprend à nager qu'à 23 ans. Elle travaille comme coiffeuse jusqu'à ce qu'elle embarque sur un bateau à passagers pour l'Europe.

### Découverte de la voile
À Saint-Malo en France, pendant l'été 1975, elle rencontre son futur mari Rob James, qui est skipper de yachts pour Chay Blyth et qui est arrivé au port en bateau charter. Elle apprend la voile auprès de Rob James, et rêve de faire le tour du monde en solitaire, sans escale. Chay Blyth lui prête le bateau Spirit of Cutty Sark (rebaptisé plus tard Express Crusader), d'autres personnes collectent des fonds pour le matériel et les fournitures, et le journal britannique Daily Express collecte des fonds pour elle.

### Tour du monde
Partant de Dartmouth dans le Devon en Angleterre le 9 septembre 1977, Naomi James fait le tour du monde à bord de son yacht Express Crusader de 53 pieds (16,1544 m). Au cours de son voyage, elle manque de démâter et de chavirer. Elle n'a pas de radio pendant plusieurs semaines. Elle termine son périple autour du monde le 8 juin 1978 après 272 jours, améliorant ainsi de deux jours le record du tour du monde en solitaire de Francis Chichester,.
Naomi James est distinguée Dame Commandeur de l'ordre de l'Empire britannique en 1979 pour cet exploit. Elle est désignée Marin de l'année 1978 en Nouvelle-Zélande.

### Après le tour du monde
Après son périple, elle s'installe avec son mari dans une maison à Cork Harbour, en Irlande.
Naomi James retrouve son navire l'Express Crusader, réaménagé et rebaptisé Kriter Lady, pour la Transat anglaise de 1980. Elle est la première femme à revenir en compétition et à battre le record de vitesse féminin pour une traversée de l'Atlantique en solitaire, avec un temps de 25 jours et 19 heures. Rob James participe lui aussi à cette course, terminant douzième sur le trimaran Boatfile.
En 1982, elle et son mari Rob James naviguent sur Colt Cars et remportent la course en double Round Britain Race de deux mille milles,,. Elle abandonne la voile après cette course, à cause du mal de mer dont elle a beaucoup souffert pendant la traversée, mal probablement aggravé par les nausées dues à sa grossesse,. En 1983, en navigant sur le même bateau qui a remporté la course, son mari tombe par-dessus bord et se noie au large de Salcombe, dans le Devon,. Sa fille naît 10 jours plus tard.
Naomi James est intronisée au Temple de la renommée des sports néo-zélandais en 1990. Elle reprend des études et obtient une maîtrise en philosophie de l'University College Cork, puis un doctorat du Milltown Institute of Theology and Philosophy,.

## Contexte de son record
La première femme à avoir fait le tour du monde à la voile fut l'herboriste Jeanne Baret, une Française qui, déguisée en homme, a navigué sur l'Étoile, l'un des deux navires de l'expédition française partie en 1768 et dirigée par Louis-Antoine de Bougainville,.
La Polonaise Krystyna Chojnowska-Liskiewicz était la première femme à faire le tour du monde à la voile en solitaire, l'accomplissant en 401 jours, par le canal de Panama, et arrivant le 21 avril 1978, moins de deux mois avant l'arrivée de Naomi James.
Naomi James est la première femme à parcourir seule la route des clippers autour du monde, à l'est et au sud des trois grands caps ; et en seulement 272 jours, mais non sans aide extérieure. Selon les règles du World Sailing Speed Record Council, un tour du monde doit commencer et se terminer dans la Manche pour être homologué comme record de vitesse. Naomi James a commencé et terminé son voyage à Dartmouth, remplissant ainsi cette condition.
L'Australienne Kay Cottee devient en 1988 la première femme à effectuer le tour du monde sans escale en solitaire.

## Publications
- At one with the sea: alone around the world [Ne faire qu'un avec la mer : seule autour du monde], Auckland, Nouvelle-Zélande, Hutchinson, 1979  (ISBN 9780091368609).
- At sea on land [En mer à terre], Londres, Hutchinson et Stanley Paul, 1981  (ISBN 9780091446307).
- Courage at sea: tales of heroic voyages [Courage en mer : récits de voyages héroïques], Londres, Stanley Paul, 1987  (ISBN 9780091712501).